# Nephodia sabulosa
Nephodia sabulosa là một loài bướm đêm trong họ Geometridae.